# Deikerode
Deikerode, auch Teicherode genannt, ist eine Wüstung bei Großleinungen im Landkreis Mansfeld-Südharz in Sachsen-Anhalt, Deutschland. Die früher wahrscheinlich nur wenige Gehöfte umfassende Siedlung lag ca. 750 m südöstlich der Ortsmitte von Großleinungen, begrenzt vom Lengefelder Graben im Norden, dem Sangerhäuser Weg im Süden, einem Wasserriss im Osten und einem kleinen Rinnsal im Westen. 

## Geschichte
Es ist kaum bekannt, wann Deikerode gegründet wurde. In Frage kommen laut Neuß das 10./11. Jahrhundert oder das 12./13. Jahrhundert. Das Kloster Naundorf steht vermutlich im Zusammenhang mit der Dorfgründung. Die meisten urkundlichen Erwähnungen von Deikerode stammen aus einer Zeit, als das Dorf schon wüst gefallen war.
Im Jahre 1525 wird ein angeblich wüstes Deikerode im Zinsbuch der Großleinunger Zoberbruderschaft erwähnt. Im Jahre 1529 belehnte dann Graf Gebhard von Mansfeld einen Herdan Hacke unter anderem mit sechs Hufen Land zu Deikenrode. Später, im Jahre 1534, wird eine bereits lange wüst gelegene halbe Hufe Land an dem Teckerödern vor der Mooskammer urkundlich erwähnt, die dem Schloss Brücken zinste. Um 1570 wird ein Teichrode erwähnt, das nach Großleinungen eingepfarrt ist. Im Jahre 1601 gibt dann eine Gemeinde zu Teuchroda sechs Groschen Brandsteuer nach dem Stadtbrand zu Eisleben, wie in der Eisleber Chronik erwähnt wird.